# Ehrenfels (cargo)
Pour les articles homonymes, voir Ehrenfels.
Le Ehrenfels, mis en service en 1936 par la Compagnie allemande des navires à vapeur « Hansa » (de) (DDG „Hansa“), était un navire cargo de la classe Ehrenfels.
Lorsque la Seconde Guerre mondiale a commencé en 1939, le navire s'est réfugié au port de Mormugoa dans le territoire neutre portugais de Goa (Inde). Le 9 mars 1943, un groupe d'agents du Special Operations Executive (SOE) britannique a tenté de monter à bord dans le port neutre. L'équipage a repoussé l'occupation du navire, avec neuf hommes tués et certains blessés. Mais il a ensuite été sabordé par l'équipage. Deux autres navires DDG « Hansa » à Mormugoa, le Braunfels et le Drachenfels, et le cargo italien Anfora y ont aussi été sabordés par leur équipage.

## Historique

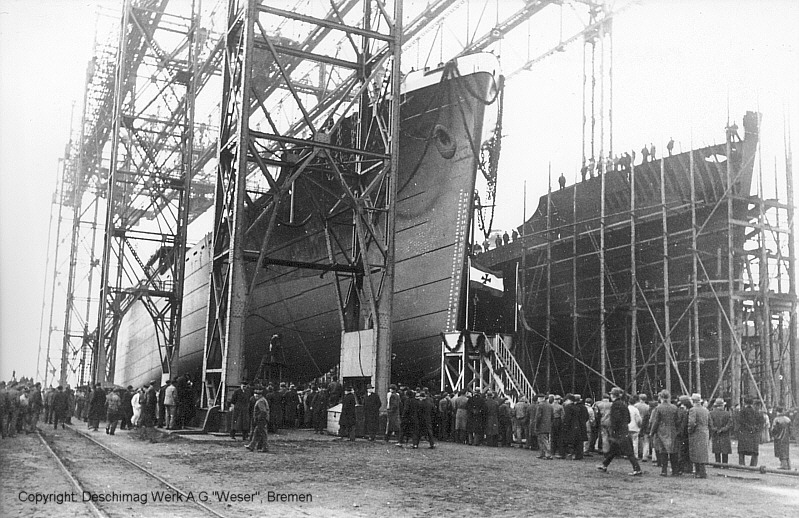
Les deux premiers navires sur la cale avant le lancement de l'Ehrenfels

Le cinquième Ehrenfels de la DDG « Hansa » était le navire de tête d'un total de neuf cargos de la classe Ehrenfels naviguant pour la compagnie maritime de 1936 à 1940 entre le golfe Persique et la Birmanie. L'Ehrenfels a été construit par Deutsche Schiff- und Maschinenbau à l'usine AG Weser et a été lancé le 23 décembre 1935. Il s'appelait Burg Ehrenfels comme quatre des cargos de la compagnie maritime auparavant et deux autres plus tard. Le navire était propulsé par deux moteurs diesel à deux temps à double effet de 6 cylindres du type AG Weser-MAN, qui ensemble développait 7 600 chevaux sur une hélice, permettant d'atteindre une vitesse de 16 nœuds.

## Rôle durant la guerre
Le navire Ehrenfels est resté dans la rade de Mormugoa jusqu'en 1943 et a servi de base de renseignement sur le trafic maritime allié.
Deux autres navires jumeaux Goldenfels et Kandelfels, qui avaient été convertis en Hilfskreuzer, ont acquis une grande renommée en tant qu'Atlantis (HSK 2) et Pinguin (HSK 5). Cependant, leurs succès ont été rapidement interrompus par les croiseurs britanniques.

## La fin du Ehrenfels

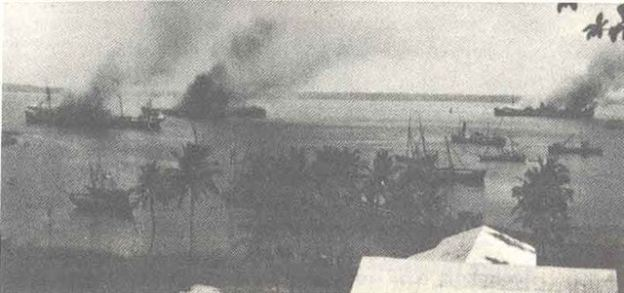
Sabordage des navires en rade de Mormugoa

En mars 1943, le cargo fut la cible d'une action de commando britannique qui conduisit son équipage à le saborder. L'attaque a été menée par 18 soldats réservistes sous la direction du Special Operations Executive (SOE). L'attaque était concentrée uniquement sur le navire le plus moderne, l' Ehrenfels, qui était soupçonné d'envoyer des rapports réguliers sur la navigation alliée à partir d'un émetteur caché et d'avoir ainsi permis des attaques ciblées par des sous-marins allemands dans l'océan Indien.
La bataille sur l'Ehrenfels et son sabordage incita les capitaines des autres navires à ordonner également leur sabordage. Cette opération a fait perdre tous les navires de l'Axe encore dans l'océan Indien qui étaient alors encore éligibles au soutien dans la guerre sous-marine. Les navires coulés dans la rade de Mormugoa sont restés visibles au moins à marée basse, puis après la guerre, en 1951, les épaves ont été sorties de l'eau et démolies par la suite pour en récupérer le métal.